# Laurent Vimont
Pour les articles homonymes, voir Vimont.
Jean-Charles Laurent Vimont, dit Laurent Vimont, est un homme d'affaires français né le 7 février 1961 à Montreuil et mort le 11 mars 2022 dans le 16e arrondissement de Paris.
Il est de 2009 jusqu'à son décès, le président de la filiale française du groupe immobilier Century 21.

## Biographie

### Carrière
Laurent Vimont commence sa carrière dans l'immobilier en 1984 comme conseiller transaction dans la société Cerim-immobilier à Melun jusqu'en 1987. C'est dans cette agence que le réseau Century 21 s'est implanté en France dès 1987.
Au sein de la filiale française de Century 21, Laurent Vimont est dans un premier temps chargé de la commercialisation des franchises. En 1989, il devient responsable de l'animation du réseau, une mission consistant à mettre en place un système de commercialisation dans les agences pour ensuite constituer et animer l'équipe de développeurs de l'enseigne.
Il a ensuite assumé divers postes à responsabilité et notamment présidé Naxos en 2001, la filiale informatique du réseau spécialiste du développement de logiciels immobilier pour l'enseigne qui permet le développement d'un progiciel accessible à des spécialistes de l'immobilier : HomeVillage. Il était, depuis 2009, président de Century 21 France.
En 2006, alors que Century 21 est racheté par Nexity, Alain Dinin, dirigeant du groupe Nexity, le nomme président de Century 21 France en 2009. Après sa nomination, il décide de continuer à travailler avec son prédécesseur Hervé Bléry.

### Mort

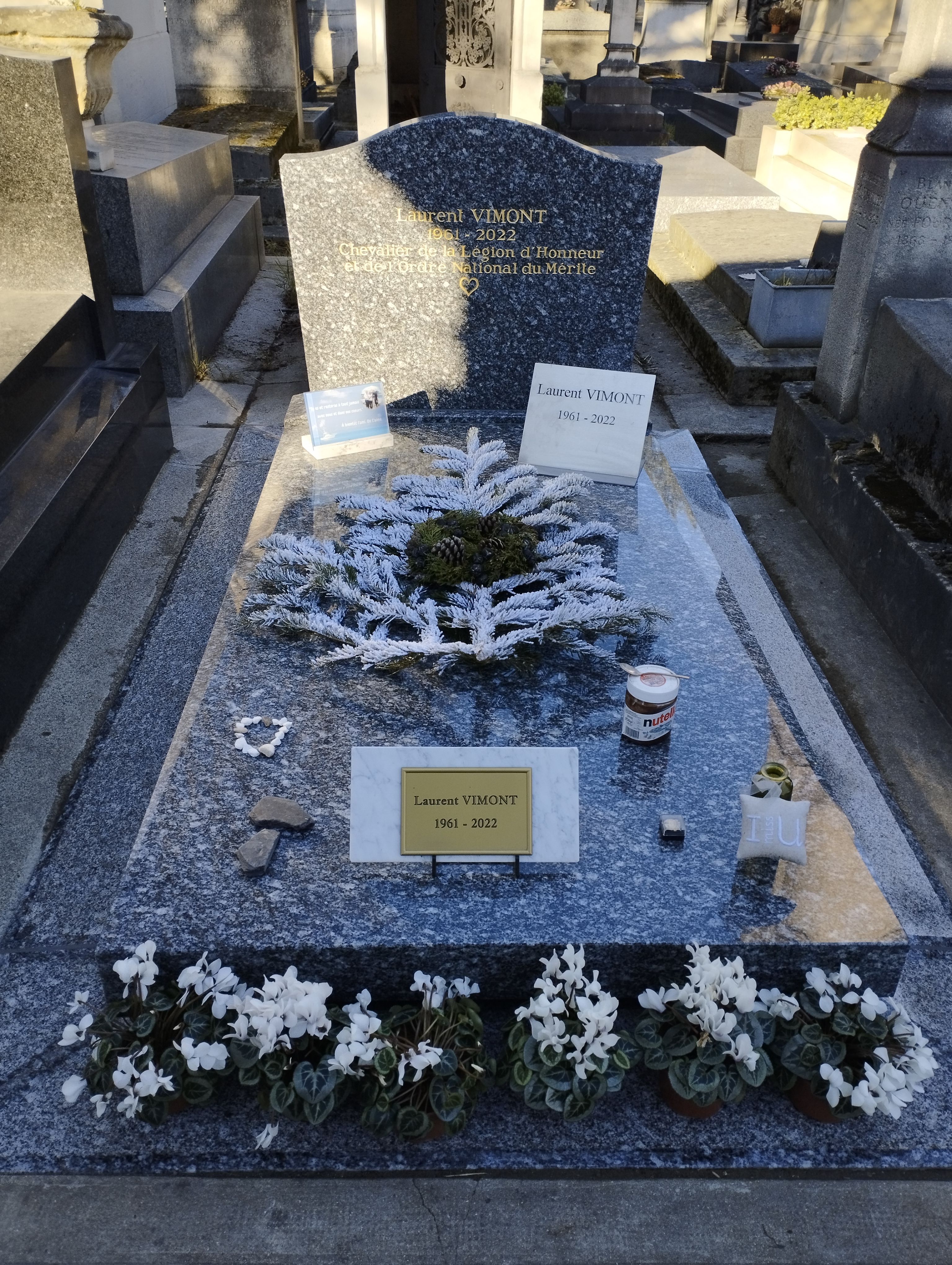
Tombe de Laurent Vimont au cimetière de Passy (division 8).

De retour de ses vacances à Miami et se sentant légèrement fatigué, Laurent Vimont meurt subitement le 11 mars 2022 d'une crise cardiaque, à l'âge de 61 ans. Il est inhumé au cimetière de Passy (division 8).

### Vie privée
Laurent Vimont s'est marié en 2006 à Alice Grandet avec qui il a un enfant, Victoire. Il a un premier enfant d'une première union, Brice né en 1986, ainsi que trois autres filles d'une seconde union : Zoé, Camille et Lola.

## Décorations
- Le 14 novembre 2011, Laurent Vimont reçoit les insignes de Chevalier de l'ordre national du Mérite des mains de Benoist Apparu, secrétaire d'État chargé du logement.
- Le 13 novembre 2019, il reçoit les insignes de Chevalier dans l’ordre national de la Légion d’Honneur[8] des mains du président Nicolas Sarkozy pour plus de 35 ans consacrés à l’immobilier et à la défense de valeurs qui lui sont chères : intégration sociale, engagement dans la cité, égalité homme / femme.